# Isla Pardo
Isla Pardo is een onbewoond eiland in de Golf van Californië ten oosten van het schiereiland Neder-Californië. Het behoort tot de gemeente Loreto in de Mexicaanse deelstaat Baja California Sur.

## Fauna
Het eiland huist één slangensoort, namelijk de Crotalus enyo behorende tot het geslacht van de echte ratelslangen, en drie soorten hagedissen, namelijk de Urosaurus nigricauda, de chuckwalla (Sauromalus ater) en de Phyllodactylus nocticolus.